# Andrej Vladimirovič Romanov
Andrej Vladimirovič Romanov (San Pietroburgo, 14 maggio 1879 – Parigi, 30 ottobre 1956) era il figlio minore del granduca Vladimir Aleksandrovič Romanov, fratello minore dello zar Alessandro III di Russia, e di Maria di Meclemburgo-Schwerin (che prese il nome di Marija Pavlovna dopo la conversione all'ortodossia).

## Biografia

### Infanzia

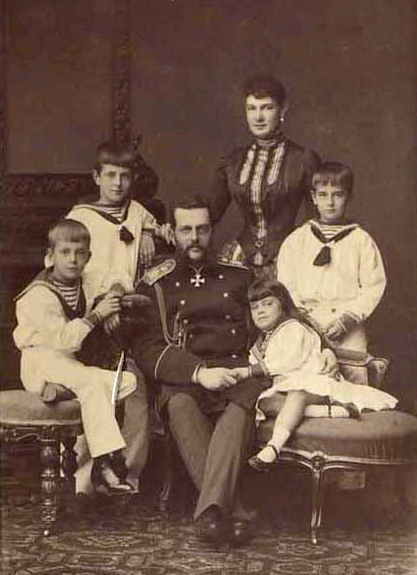
Da sinistra verso destra: il granduca Andrej, il granduca Kirill, il granduca Vladimir, la granduchessa Marija Pavlovna, la granduchessa Elena e il granduca Boris.

Il granduca Andrej Vladimirovič è nato a Carskoe Selo. Il padre, il granduca Vladimir Aleksandrovič Romanov, un fratello dello zar Alessandro III di Russia, era un famoso mecenate. La madre, la granduchessa Marija Pavlovna, nata principessa di Meclemburgo-Schwerin. Entrambi i genitori stravedevano per i loro quattro bambini sopravvissuti. I bambini sono stati istruiti a casa.
Cresciuto da bambinaie britanniche, l'inglese divenne la prima lingua di Andrej. Imparò anche il russo, il francese e il tedesco. Il padre, che amava l'arte, assegnò Léon Bakst come maestro di disegno per i bambini. Il granduca Andrej crebbe nell'opulenza. La residenza principale della famiglia era il Palazzo di Vladimiro a San Pietroburgo, ma siccome suo padre preferiva la vita di campagna, trascorse la maggior parte dell'anno a Vladimir Villa, un palazzo a Carskoe Selo, specialmente durante l'inverno. I bambini accompagnarono i loro genitori in molti dei loro viaggi all'estero come in Francia, Germania e Italia, soggiornando a Coburgo, Parigi, Berlino e Schwerin.

### Carriera militare
Seguendo la tradizione Romanov, Andrej era destinato a intraprendere la carriera militare. Mentre il fratello maggiore, Kirill scelse la Marina Imperiale, Andrej e suo fratello Boris si unirono alla fanteria. Andrej iniziò il suo servizio militare nel mese di agosto 1898 come tenente della Guardia a cavallo. Nel 1899 venne nominato aiutante di campo. Studiò successivamente giurisprudenza, diplomandosi con lode nel 1905. È stato nominato sottotenente nel 1902, capitano nel 1906 e colonnello il 18 aprile 1910. Nel marzo del 1911, fu nominato senatore. Dal 1911 al 26 febbraio 1914, ha comandato il II reggimento d'artiglieria. Il granduca Andrej non aveva molto interesse per la sua carriera militare: invece, continuò a godere dei privilegi previsti dalla sua condizione reale.

### Relazione con Kšesinskaja

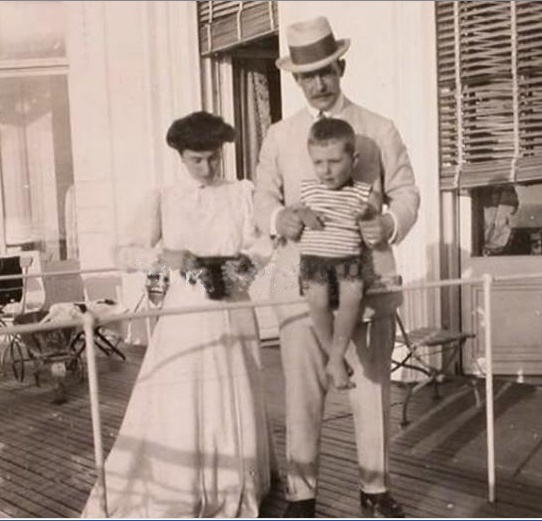
Matil'da Feliksovna Kšesinskaja e il granduca Andrej Vladimirovič insieme al figlio. Ostenda, 1908.

Il granduca Andrej era alto, timido e bello. Gli sforzi per trovargli una sposa di sangue reale non ebbero successo. Era molto vicino alla madre, soprattutto dopo la morte del padre nel 1909. La sua personalità flessibile lo ha reso più popolare all'interno della famiglia Romanov dei suoi fratelli. Era un buon amico del cugino, il granduca Michail Aleksandrovič.
Nel febbraio 1900, il granduca Andrej venne invitato dai suoi fratelli a una cena a casa di Matil'da Feliksovna Kšesinskaja. Andrej seduto accanto a lei durante la cena, le rovesciò accidentalmente un bicchiere di vino rosso addosso. Matil'da, attratta dal giovane granduca, prese l'incidente come di buon auspicio. Matil'da era stata l'amante dello zar Nicola II quando era erede al trono. Matil'da era ambiziosa e desiderosa di mantenere la sua stretta relazione con i Romanov. Successivamente iniziò una relazione con il granduca Sergej Michajlovič di Russia. Non essendo innamorata di Sergej, ma apprezzando la sua compagnia e protezione, Matil'da iniziò una relazione con Andrej. Nel luglio 1900, divennero amanti, viaggiando quell'estate a Biarritz e Parigi. Nell'autunno 1901, visitarono diverse città italiane, tra cui Venezia, Padova, Firenze e Roma. Il granduca Sergej tollerava la loro storia, rimanendo vicino e amico fedele della famosa ballerina, ma la tensione tra i due granduchi crebbe.
La relazione tra i tre si complicò ulteriormente quando Matil'da rimase incinta. Il bambino venne concepito intorno alla metà di settembre del 1901, prima del suo viaggio in Italia. Il 18 giugno 1902, Matil'da diede alla luce un figlio. Entrambi i granduchi sostenevano di essere il padre del bambino. Dopo la rivoluzione, Matil'da sostenne che Andrej era il padre Il bambino, che divenne noto all'interno della famiglia con il suo soprannome di Vova, ricevendo il nome Vladimir Sergeevič. Il certificato di nascita riporta che Sergej era il padre. La questione della paternità di Vladimir rimane irrisolta. Tuttavia, la maggior parte delle fonti attribuiscono la paternità al granduca Andrej Vladimirovič, cui il bambino assomigliava.

### Granduca di Russia

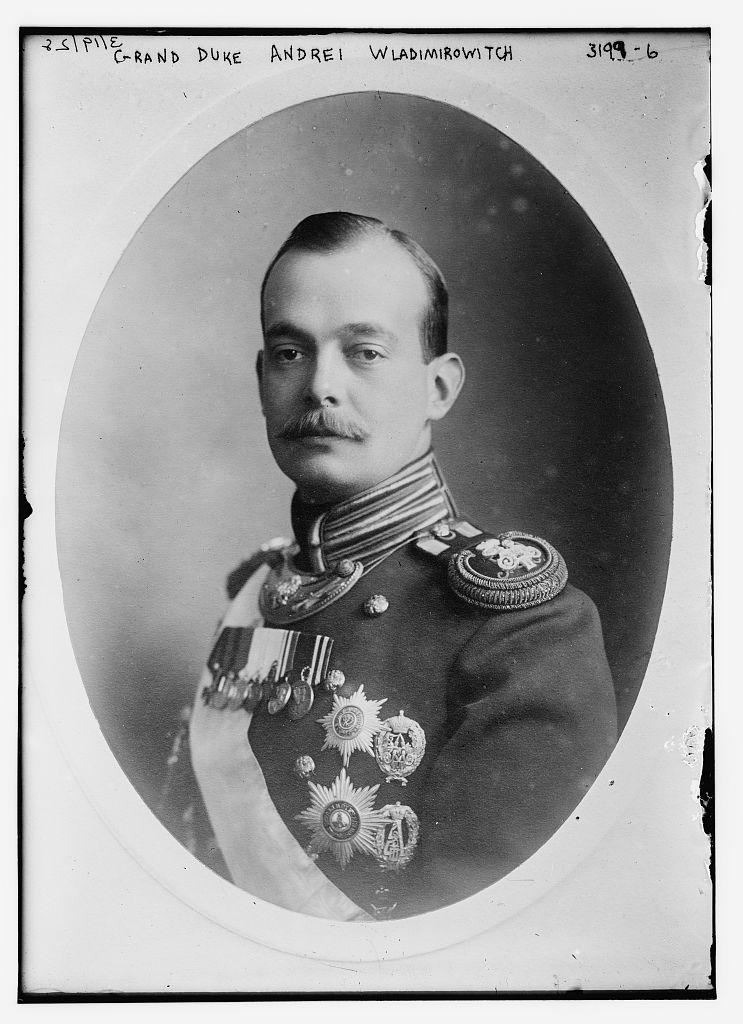
Il granduca Andrej in una fotografia d'epoca

Nel 1903 acquistò il proprio palazzo. L'edificio apparteneva al barone Pavel von Derviz, un industriale russo della ferrovia di origine tedesca. Dopo la morte del Barone, suo figlio ereditò il palazzo, ma essendo la manutenzione del palazzo molto costosa, venne venduto al granduca Andrej per 400.000 rubli. Il Granduca visse raramente lì. Tuttavia, utilizzò alcune delle camere ristrutturate. Usò l'edificio per intrattenere, con concerti, rappresentazioni teatrali e cene, e come un luogo di ritrovo per artisti, in particolare dal mondo del balletto. Il palazzo è sopravvissuto fino ad oggi. Dal 1959, ospita un ufficio del registro per i matrimoni.
Andrei non poteva vivere apertamente con Matil'da né esisteva la possibilità di contrarre un matrimonio morganatico con lei. Solo nei loro viaggi in Europa Occidentale potevano godere della libertà di vivere in coppia, ma anche all'estero erano costretti a mantenere le apparenze. La coppia ha sempre dovuto viaggiare con il suo aiutante di campo, Feodor Von Kube, e quando il granduca Andrej veniva invitato a eventi, Matil'da non poteva unirsi a lui.
Come membro della famiglia imperiale russa, Andrej svolse alcune funzioni di rappresentanza. Nel 1907, si recò in Bulgaria in visita ufficiale con il padre.
Nell'estate del 1912, il granduca Andrej si ammalò di bronchite. Temendo l'insorgenza della tubercolosi, fu mandato in Crimea, soggiornando nel palazzo di proprietà del cugino, il granduca Nikolaj Nikolaevič. La sua convalescenza fu lunga e andò a Saint-Maurice e nel sud della Francia. Rimase colpito dalla riviera francese, e nella primavera del 1913 comprò una proprietà per Matil'da a Cap-d'Ail. La villa, situata sul bordo di una montagna con vista sul mare, è stata nominata Alam, soprannome di Matil'da, Mala, scritto al contrario. Al suo ritorno in Russia, Andrej partecipò alle celebrazioni del 300º anniversario della dinastia Romanov. Dopo aver completato la ristrutturazione, Andrej e Matil'da tornarono lì, nella primavera del 1914, sperando di soggiornarvi ogni primavera. Tuttavia, furono in grado di tornare solo sei anni più tardi, dopo la guerra, dopo esser sopravvissuti alla rivoluzione russa.

### Prima guerra mondiale e rivoluzione bolscevica
Con lo scoppio della prima guerra mondiale, Andrej fu membro dello Stato Maggiore nelle operazioni contro la Germania. Era una posizione relativamente sicura, lontano dal combattimento. Il 7 maggio 1915, divenne comandante della brigata d'artiglieria delle guardie a cavallo. Fu nominato maggiore generale il 15 agosto 1915 e servì come capo del 130º reggimento di fanteria.
Nel 1916, il granduca Andrej si unì ad altri membri della sua famiglia negli intrighi politici contro l'Imperatrice che era a capo del governo di San Pietroburgo, mentre Nicola II era al fronte. Nel dicembre 1916, l'assassinio di Rasputin, in cui il granduca Dmitrij Pavlovič e il principe Feliks Jusupov presero parte, divise la famiglia Romanov ulteriormente. Il granduca Andrej si unì a molti dei suoi parenti nel chiedere clemenza per i colpevoli. Dopo un breve colloquio personale con Nicola II, il 16 gennaio 1917, il granduca Andrej partì per Kislovodsk, una località turistica termale nel Caucaso. Il 21 gennaio  lo raggiunse la madre, sostenendo per motivi di salute. Andrej e sua madre erano a Kislovodsk, quando Nicola II fu costretto ad abdicare alla scoppio della rivoluzione di febbraio.
Nel luglio del 1917, Matil'da e suo figlio fuggirono da San Pietroburgo per unirsi ad Andrej a Kislovodsk. Durante il periodo del governo provvisorio, il granduca Andrei, il fratello e la madre vissero per lo più indisturbati a Kislovodsk, protetti da cosacchi locali.
I bolscevichi arrestarono Andrej e suo fratello Boris, la notte del 7 agosto 1918. Vennero portati a Pjatigorsk con altri prigionieri e detenuti. Il commissario Leshchinskij era stato un artista che lavorava a Parigi e Boris aveva acquistato alcuni dei suoi dipinti. Leshchinskij lo riconobbe e salvò i due fratelli dal plotone di esecuzione.
Sotto la minaccia dell'armata rossa, il piccolo gruppo dei Romanov e il loro entourage furono costretti a fuggire, nella costante paura per la loro vita. Il generale Viktor Pokrovskij consigliò loro di trasferirsi a Anapa, una città costiera sulla Mar Nero. Arrivarono il 4 novembre 1918. Da lì sarebbe stato facile fuggire all'estero. Tuttavia, la granduchessa Marija Pavlovna era determinata a rimanere in Russia, nella speranza che l'armata bianca avrebbe prevalso e il fratello di Andrej, il granduca Kirill Vladimirovič, sarebbe stato proclamato zar.
Il gruppo di rifugiati arrivò a Novorossijsk, il 17 gennaio 1920. Nel febbraio, diventò evidente che i bianchi avevano perso la guerra civile. Partirono sulla nave italiana Semiramide diretta a Venezia il 3 marzo 1920. Il granduca Andrej e sua madre sono stati gli ultimi Romanov a lasciare la Russia.

### Esilio
Una volta a Venezia, Andrej accompagnò la madre, via treno, a Cannes. La granduchessa Marija Pavlovna morì pochi mesi più tardi. Alla morte della madre, Andrej chiese al fratello Kirill e all'imperatrice Marija Feodorovna il permesso di sposare Matil'da. Entrambi diedero il loro consenso. Matil'da, che era di origine polacca, era cattolica, ma si sposarono in una cerimonia semplice nella Chiesa ortodossa di San Michele Arcangelo a Cannes il 30 gennaio 1921; riconobbe la paternità del figlio, che divenne così il principe Vladimir Romanovsky-Krasinsky (30 giugno 1902 - 23 aprile 1974).
Durante i loro primi anni di esilio, vissero in condizioni migliori rispetto agli altri membri della famiglia Romanov. Il granduca Andrej era stato in grado di tenere Villa Alam a Cap-d'Ail perché la proprietà era sotto il nome di Matil'da. Per mantenere il loro tenore di vita, Andrej vendette la collezione di gioielli che aveva ereditato da sua madre e ipotecò Villa Alam. Negli anni successivi viaggiarono spesso a Parigi, e il granduca Andrej era attivo anche nella filantropia, in particolare nella raccolta di fondi per i rifugiati russi.
Fu uno dei pochi membri dei Romanov a credere nella pretesa di Anna Anderson di essere la figlia di Nicola II di Russia la granduchessa Anastasia Nikolaevna Romanova: la prima volta che la incontrò disse ci fu una "incrollabile certezza ... il suo viso era segnato da una profonda tristezza, ma quando sorride, è lei, è Anastasia, senza dubbio." Le offrì supporto ed aiuto finanziario per tutta la vita.
Al granduca Andrej e a sua moglie piaceva giocare. Matil'da dissipò la loro ricchezza residua, compresa la sua collezione di gioielli preziosi, ai tavoli da gioco di Monte Carlo - la parte rimanente è stata persa dal crollo del 1929. Con le loro risorse completamente esaurite, vendettero la loro casa di Cap d'Ail, il 4 febbraio 1929, trasferendosi a Parigi. Per guadagnare qualcosa, Matil'da aprì una scuola di danza nel 1929 vicino a casa loro. Tra i suoi studenti ci furono alcuni dei più grandi ballerini classici di tutti i tempi: Margot Fonteyn, Alicia Markova, André Eglevskij, Tatiana Riabouchinska e Tamara Tumanova.

### Ultimi anni e morte

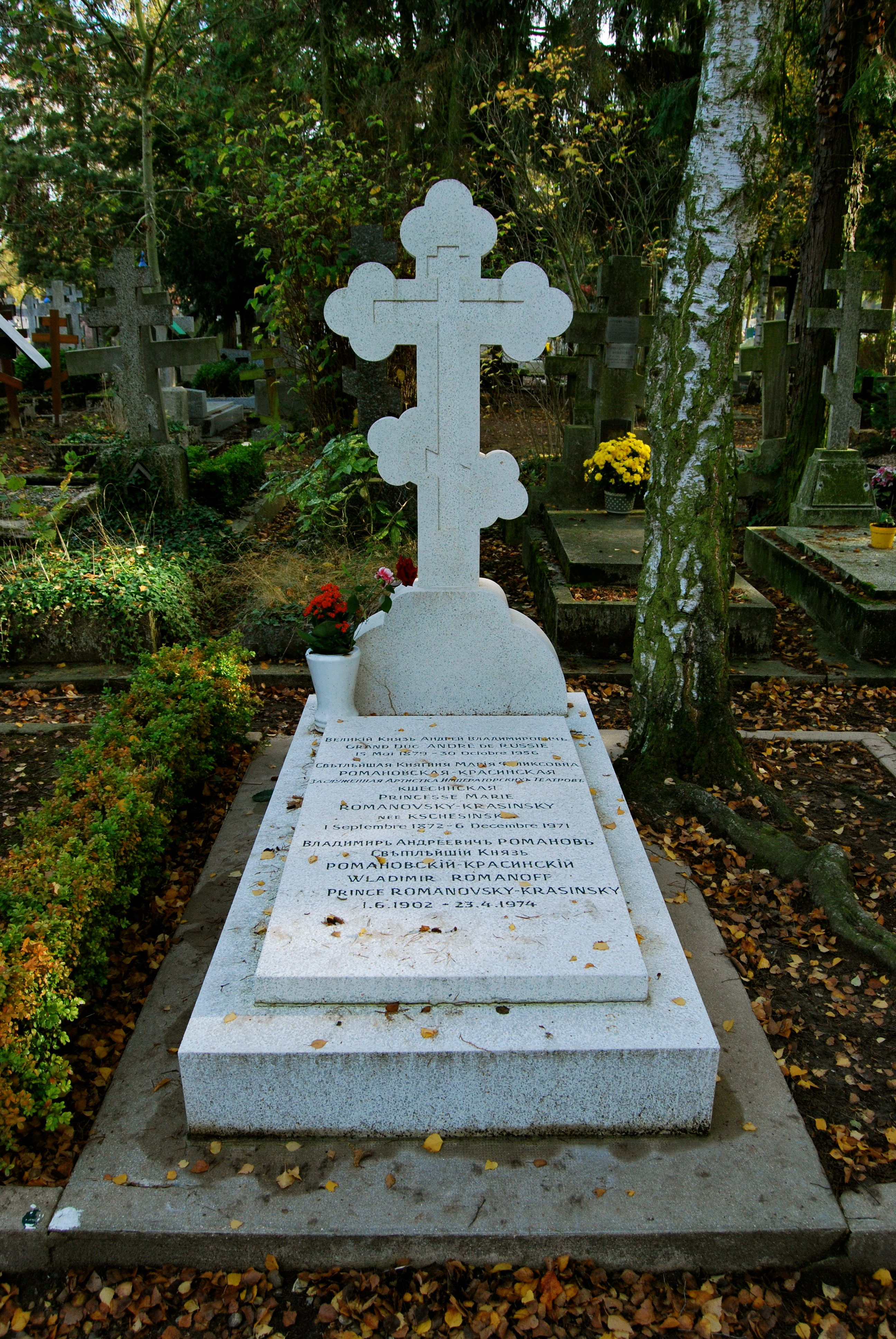
La tomba del granduca Andrej e di sua moglie Matil'da.

Durante la seconda guerra mondiale suo figlio Vladimir, che era stato un giovane russo e considerato filo-sovietico dal partito nazista, fu tenuto prigioniero in un campo di concentramento per 119 giorni: Andrej visitò il Quartier Generale della Polizia nazista a Parigi durante quel periodo e chiese aiuto agli altri emigrati russi per ottenere la scarcerazione del figlio, ma nessuno l'aiutò.
Diversamente da suo fratello Kirill Vladimirovič Romanov si mantenne lontano dalla politica. Morì nel 1956 all'età di settantasette anni.

## Ascendenza
|                                               |                                        |                                           | Genitori                                     |  |  | Nonni |  |  | Bisnonni           |  |  | Trisnonni         |  |
|                                               |                                        |                                           |                                              |  |  |       |  |  | Nicola I di Russia |  |  | Paolo I di Russia |  |
|                                               |                                        |                                           |                                              |  |  |       |  |  | Nicola I di Russia |  |  | Paolo I di Russia |  |
|                                               |                                        | Sofia Dorotea di Württemberg              |                                              |  |  |       |  |  | Nicola I di Russia |  |  |                   |  |
| Alessandro II di Russia                       |                                        |                                           |                                              |  |  |       |  |  | Nicola I di Russia |  |  |                   |  |
|                                               |                                        | Carlotta di Prussia                       | Federico Guglielmo III di Prussia            |  |  |       |  |  |                    |  |  |                   |  |
|                                               |                                        | Carlotta di Prussia                       | Federico Guglielmo III di Prussia            |  |  |       |  |  |                    |  |  |                   |  |
|                                               |                                        | Carlotta di Prussia                       | Luisa di Meclemburgo-Strelitz                |  |  |       |  |  |                    |  |  |                   |  |
| Vladimir Aleksandrovič Romanov                |                                        | Carlotta di Prussia                       |                                              |  |  |       |  |  |                    |  |  |                   |  |
|                                               |                                        | Luigi II d'Assia                          | Luigi I d'Assia                              |  |  |       |  |  |                    |  |  |                   |  |
|                                               |                                        | Luigi II d'Assia                          | Luigi I d'Assia                              |  |  |       |  |  |                    |  |  |                   |  |
|                                               |                                        | Luigi II d'Assia                          | Luisa d'Assia-Darmstadt                      |  |  |       |  |  |                    |  |  |                   |  |
| Maria d'Assia-Darmstadt                       |                                        | Luigi II d'Assia                          |                                              |  |  |       |  |  |                    |  |  |                   |  |
|                                               |                                        | Guglielmina di Baden                      | Carlo Luigi di Baden                         |  |  |       |  |  |                    |  |  |                   |  |
|                                               |                                        | Guglielmina di Baden                      | Carlo Luigi di Baden                         |  |  |       |  |  |                    |  |  |                   |  |
|                                               |                                        | Guglielmina di Baden                      | Amalia d'Assia-Darmstadt                     |  |  |       |  |  |                    |  |  |                   |  |
| Andrej Vladimirovič Romanov                   |                                        | Guglielmina di Baden                      |                                              |  |  |       |  |  |                    |  |  |                   |  |
|                                               | Paolo Federico di Meclemburgo-Schwerin | Federico Ludovico di Meclemburgo-Schwerin |                                              |  |  |       |  |  |                    |  |  |                   |  |
|                                               | Paolo Federico di Meclemburgo-Schwerin | Federico Ludovico di Meclemburgo-Schwerin |                                              |  |  |       |  |  |                    |  |  |                   |  |
|                                               | Paolo Federico di Meclemburgo-Schwerin | Elena Pavlovna Romanova                   |                                              |  |  |       |  |  |                    |  |  |                   |  |
| Federico Francesco II di Meclemburgo-Schwerin | Paolo Federico di Meclemburgo-Schwerin |                                           |                                              |  |  |       |  |  |                    |  |  |                   |  |
|                                               |                                        | Alessandrina di Prussia                   | Federico Guglielmo III di Prussia            |  |  |       |  |  |                    |  |  |                   |  |
|                                               |                                        | Alessandrina di Prussia                   | Federico Guglielmo III di Prussia            |  |  |       |  |  |                    |  |  |                   |  |
|                                               |                                        | Alessandrina di Prussia                   | Luisa di Meclemburgo-Strelitz                |  |  |       |  |  |                    |  |  |                   |  |
| Maria di Meclemburgo-Schwerin                 |                                        | Alessandrina di Prussia                   |                                              |  |  |       |  |  |                    |  |  |                   |  |
|                                               |                                        | Principe Enrico LXIII di Reuss-Köstritz   | Principe Enrico XLIV di Reuss-Köstritz       |  |  |       |  |  |                    |  |  |                   |  |
|                                               |                                        | Principe Enrico LXIII di Reuss-Köstritz   | Principe Enrico XLIV di Reuss-Köstritz       |  |  |       |  |  |                    |  |  |                   |  |
|                                               |                                        | Principe Enrico LXIII di Reuss-Köstritz   | Baronessa Guglielmina di Geuder              |  |  |       |  |  |                    |  |  |                   |  |
| Augusta di Reuss-Köstritz                     |                                        | Principe Enrico LXIII di Reuss-Köstritz   |                                              |  |  |       |  |  |                    |  |  |                   |  |
|                                               |                                        | Contessa Eleonora di Stolberg-Wernigerode | Conte Enrico di Stolberg-Wernigerode         |  |  |       |  |  |                    |  |  |                   |  |
|                                               |                                        | Contessa Eleonora di Stolberg-Wernigerode | Conte Enrico di Stolberg-Wernigerode         |  |  |       |  |  |                    |  |  |                   |  |
|                                               |                                        | Contessa Eleonora di Stolberg-Wernigerode | Principessa Giovanna di Schonburg-Waldenburg |  |  |       |  |  |                    |  |  |                   |  |
|                                               |                                        | Contessa Eleonora di Stolberg-Wernigerode |                                              |  |  |       |  |  |                    |  |  |                   |  |